# The Aegis (periódico)
The Aegis es un periódico local del condado de Harford, Maryland, Estados Unidos. The Aegis comenzó a ser publicado en 1856 bajo el nombre The Southern Aegis. La única sede de impresión tiene lugar en su base en Bel Air y se publica dos veces por semana. Por más de 150 años The Aegis ha estado cubriendo la zona y dando cobertura a los ciudadanos que abarcan todos los rincones del condado. Deportes en las escuelas secundarias, eventos de la comunidad y noticias del gobierno local son sólo algunos de los temas que aparecen en la publicación.